# Burugpalli, Chincholi
Burugpalli là một làng thuộc tehsil Chincholi, huyện Gulbarga, bang Karnataka, Ấn Độ.